# Michel Field
Michel Field (geboren als Michel Feldschuh 17. Juli 1954 in Saint-Saturnin-lès-Apt) ist ein französischer Fernsehjournalist und Schriftsteller.

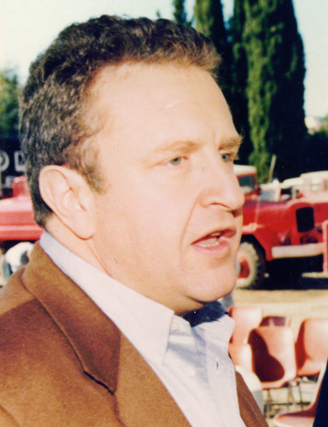
Michel Field (1994)

## Leben
Michel Feldschuh ist ein Sohn von Erwin Feldschuh (1914–1995) und Jacqueline Lévy. Sein Vater war ein österreichischer Sozialist, der beim Anschluss Österreichs 1938 nach Frankreich floh und sich während der deutschen Besatzung der Résistance anschloss. Michel hat zwei Geschwister. Er änderte später seinen Familiennamen. Field hat aus erster Ehe zwei Kinder, er heiratete die Journalistin Julie Gaouzé, sie haben zwei Kinder.
Field besuchte unter anderem das Lycée Condorcet. Er engagierte sich als Schüler in der trotzkistischen Ligue communiste révolutionnaire, wurde darob mehrfach von einer Schule verwiesen und war 1973 ein Sprecher des Schülerprotestes gegen das Wehrpflichtgesetz des damaligen Verteidigungsministers Michel Debré. Er studierte Philosophie an der Universität Paris-Nanterre und erhielt das CAPES und die Agrégation in Philosophie. Er arbeitete als Lehrer von 1979 bis 1982 in Douai und danach bis 1993 in Versailles. Seither arbeitet er als Journalist und Moderator in Radio und Fernsehen. Er moderierte Magazinsendungen bei TF1, LCI, Europe 1, er leitete kurzzeitig den Bildungsprogrammsender France 5 und wurde 2015 politischer Direktor von France Télévisions. Nachdem ihm bereits 2016 von seinen Redakteuren das Misstrauen ausgesprochen wurde, wurde er, nachdem er einige Male in das Programm seiner Redaktionen eingegriffen hatte, 2017 von der Intendantin Delphine Ernotte entlassen.
Field publizierte unter anderem in der Zeitschrift Les Nouvelles littéraires. Er schrieb mehrere Romane.

## Werke (Auswahl)
- L'école dans la rue. Paris: Grasset, 1973
- mit Jean-Marie Brohm: Jeunesse et revolution : pour une organisation revolutionnaire de la jeunesse. Paris: François Maspero, 1975 ISBN 978-2-7071-0788-6
- Le passeur de Lesbos : roman. Paris: Barrault, 1984 ISBN 978-2-7360-0010-3
- Impasse de la nuit : roman. Paris: Barrault, 1986 ISBN 978-2-7360-0048-6
- Excentriques. Paris: Barrault. ISBN 978-2-7360-0068-4, 1987
- L'homme aux pâtes : roman. Paris: Barrault, 1989 ISBN 978-2-7360-0093-6
- Contes cruels pour Anaëlle : récit. Paris: Robert Laffont, 1995 ISBN 978-2-221-07932-4
- mit André Scala: Petits dialogues entre amis. Paris: Albin Michel, 1997 ISBN 978-2-226-09413-1
- mit Julie Cléau: Le Livre des rencontres. Paris: Robert Laffont, 2002 ISBN 978-2-221-09625-3.
- Le grand débat : roman. Paris: Robert Laffont, 2006 ISBN 978-2-221-10565-8
- mit Olivier Duhamel: Le Starkozysme. Paris: Presses de la fondation des sciences politiques, 2008 ISBN 978-2-02-096802-7
- Le soldeur : roman. Paris: Julliard, 2014 ISBN 978-2-260-01769-1
- Le vieux Blanc d'Abidjan dans sa prison de Yopougon : roman. Paris: Julliard, 2016 ISBN 978-2-260-02401-9